# Deuterocopus albipunctatus
Deuterocopus albipunctatus là một loài bướm đêm thuộc họ Pterophoridae. Nó được tìm thấy ở Nhật Bản (Honshu, Shikoku, Kyushu, Tsushima, Yaku-shima), Hàn Quốc và Trung Quốc.
Chiều dài cánh trước khoảng 7 mm.
Ấu trùng ăn Ampelopsis brevipedunculata, Vitis thunbergii và Vitis vinifera. 